# Grupa Reagowania Operacyjno Mobilnego
| Našitek enote |

Grupa Reagowania Operacyjno Mobilnego

Manevrska operativna mobilna skupina
Kopenska vojska
Generalštab poljskih oboroženih sil
specialna enota
neznano
nekonvencionalno bojevanje, protiteroristično bojevanje, zračni desant, urbano bojevanje
Varšava
neznano
glej članek
glej članek
13. julij 1990
možni teroristični napadi na Poljskem
Operacija Vrnitev demokracije
Operacija Končna svoboda
Operacija Iraška svoboda
Grupa Reagowania Operacyjno Mobilnego (slovensko Manevrska operativna mobilna skupina; kratica GROM) je poljska vojaška specialna enota.

## Zgodovina
13. julija 1990 so na zahtevo poljskega predsednika vlade Tadeusz Mazowiecki ustanovili novo posebno enoto, ki bo preprečila kakršnekoli teroristične napade v državi.
Sprva je bila enota podrejena notranjemu ministrstvu, šele januarja 1999 pa se je reorganizirala v vojaško enoto.

## Poveljniki
- brigadni general Sławomir Petelicki (13.7.1990 - 19.12.1995)
- brigadni general Marian Sowiński (19.12.1995 - 6.12.1997)
- polkovnik Zdzisław Żurawski (17.9.1999 - 26.5.2000)
- polkovnik Roman Polko (26.5.2000 - 11.2.2004)
- polkovnik Tadeusz Sapierzyński (11.2.2004 - 24.2.2006)
- brigadni general  (24.2.2006 - ?)

## Organizacija
GROM ima trenutno okoli 300 vojakov, ki so razdeljeni v 4-članske ognjene ekipe. Sedež enote je v Varšavi, vedno pa je 50 % moštva pripravljenega na intervencijo v 90 minutah po alarmu. Pogoj za sprejem v to elitno enoto je, poleg strogih fizičnih testov (test inteligence, podroben medicinski pregled, psihološki testi, varnostne preverke ter test fizičnih sposobnosti) tudi starost, ki mora biti med 25 in 30 let. Kandidati morajo biti poklicni vojaki in imeti priporočilo nadrejenega.

## Oborožitev in oprema
GROM ima na voljo vso pehotno oborožitev poljskih oboroženih sil in standardno orožje specialnih sil (MP5, PSG1,...).

## Delovanje
- Operacija Vrnitev demokracije (Haiti, 1994)
- Operacija Končna svoboda (Afganistan, 2001)
- Operacija Iraška svoboda (Irak, 2003)